# Сакраменто (окръг)
Вижте пояснителната страница за други значения на Сакраменто.
Сакраменто (на английски: Sacramento) е окръг в Калифорния. Окръжният му център е град Сакраменто. Окръг Сакраменто се намира в Централната калифорнийска долина.

## Население
Окръг Сакраменто е с население от 1 223 499 души. (2000)

## География
Окръг Сакраменто има площ от 2578 км² (995 мили²).

## Градове
- Голт
- Елк Гроув
- Ранчо Кордова
- Сакраменто
- Ситръс Хайтс
- Фолсъм